# Sveagruva
Sveagruva (que significa en suec: mina sueca), o simplement Svea, és un assentament miner situat a l'arxipèlag noruec de Svalbard situada a la capçalera de Van Mijenfjord. Es tracta de la tercera localitat més gran de Svalbard (després de Longyearbyen i Barentsburg). Actualment hi ha 225 treballadors, la totalitat dels quals viu a Longyearbyen i es trasllada a Sveagruva per treballar ja sigui cada dia o cada setmana. No hi ha habitants permanents a Sveagruva. La localitat treballa per la companyia minera de carbó Store Norske Spitsbergen Kulkompani i compta amb un aeroport. El poble es va fundar el 1917 pels suecs. La ciutat va ser destruïda pels alemanys el 1944, però va ser reconstruïda poc després.
Avui, Sveagruva té la mina de carbó més productiva de Svalbard, la mina Svea Nord. Oberta l'any 2001, la mina produeix més de quatre milions de tones de carbó a l'any, fent que sigui una de les mines de carbó subterrànies més grans d'Europa.

## Clima
La latitud polar en què està situat l'assentament, en plena Àrtida, fa que tingui unes temperatures molt baixes tot l'any, però no tant com en altres indrets situats a la mateixa latitud, com Sibèria o el nord del Canadà, ja que rep una influència marítima que en suavitza les temperatures.
| Paràmetres climàtics mitjans de Sveagruva | Paràmetres climàtics mitjans de Sveagruva | Paràmetres climàtics mitjans de Sveagruva | Paràmetres climàtics mitjans de Sveagruva | Paràmetres climàtics mitjans de Sveagruva | Paràmetres climàtics mitjans de Sveagruva | Paràmetres climàtics mitjans de Sveagruva | Paràmetres climàtics mitjans de Sveagruva | Paràmetres climàtics mitjans de Sveagruva | Paràmetres climàtics mitjans de Sveagruva | Paràmetres climàtics mitjans de Sveagruva | Paràmetres climàtics mitjans de Sveagruva | Paràmetres climàtics mitjans de Sveagruva | Paràmetres climàtics mitjans de Sveagruva |
| Mes                                       | Gen.                                      | Feb.                                      | Mar.                                      | Abr.                                      | Mai.                                      | Jun.                                      | Jul.                                      | Ago.                                      | Set.                                      | Oct.                                      | Nov.                                      | Des.                                      | Anual                                     |
| ----------------------------------------- | ----------------------------------------- | ----------------------------------------- | ----------------------------------------- | ----------------------------------------- | ----------------------------------------- | ----------------------------------------- | ----------------------------------------- | ----------------------------------------- | ----------------------------------------- | ----------------------------------------- | ----------------------------------------- | ----------------------------------------- | ----------------------------------------- |
| Temperatura diària màxima °C (°F)         | −13 (8,6)                                 | −13 (8,6)                                 | −13 (8,6)                                 | −9 (15,8)                                 | −3 (26,6)                                 | 3 (37,4)                                  | 7 (44,6)                                  | 6 (42,8)                                  | 2 (35,6)                                  | −4 (24,8)                                 | −8 (17,6)                                 | −11 (12,2)                                | −3 (26,6)                                 |
| Temperatura diària mínima °C (°F)         | −20 (−4)                                  | −21 (−5,8)                                | −20 (−4)                                  | −16 (3,2)                                 | −7 (19,4)                                 | −1 (30,2)                                 | 3 (37,4)                                  | 2 (35,6)                                  | −3 (26,6)                                 | −9 (15,8)                                 | −14 (6,8)                                 | −18 (−0,4)                                | −9,5 (14,9)                               |
| Precipitació total mm (polzades)          | 22 (0,9)                                  | 28 (1,1)                                  | 29 (1,1)                                  | 16 (0,6)                                  | 13 (0,5)                                  | 18 (0,7)                                  | 24 (0,9)                                  | 30 (1,2)                                  | 25 (1)                                    | 19 (0,7)                                  | 22 (0,9)                                  | 25 (1)                                    | 271 (10,7)                                |
| Font: Sveagruva Climate Guide             |                                           |                                           |                                           |                                           |                                           |                                           |                                           |                                           |                                           |                                           |                                           |                                           |                                           |